# ديدو سوتيريو
ديدو سوتيريو (باليونانية: Διδώ Σωτηρίου)‏ ولدت في 18 فبراير 1909 وتوفت في 23 سبتمبر 2004، كانت روائية وصحفية وكاتبة مسرحية يونانية.

## أعمالها

### في النثر
- في انتظار الموتى
- الكترا
- الأرض الدامية
- روس
- الوصية
- غيبوت كولون
- من خلال اللهب
- الضيوف
- وحطمت
- لقاء عشوائي (بالإضافة لقصص أخرى)
- صدفة

### المسرحيات
قامت بكتابة اثنين من النصوص المسرحية ومونولوج، بالإضافة إلى أعمال مسرحية أخرى شاركت في كتابتها.

## روابط خارجية
- ديدو سوتيريو على موقع IMDb (الإنجليزية)

- unisolo.de